# Rotunda (arkitektur)

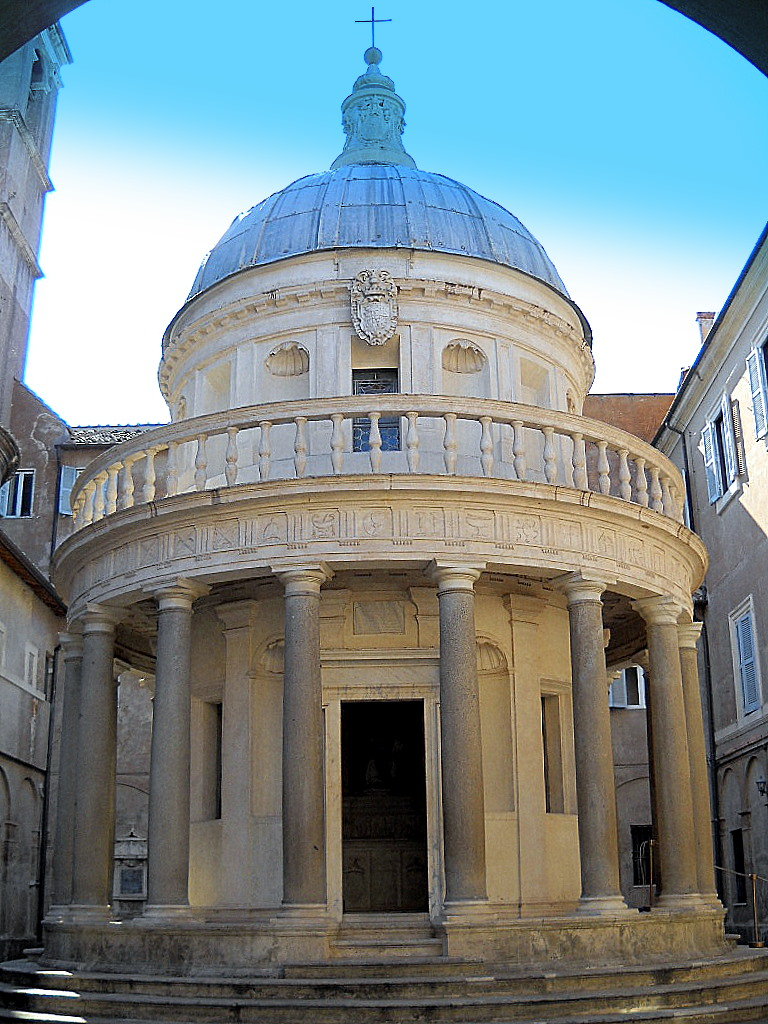
Tempietto i Rom är ett exempel på en rotunda.

Rotunda (latin: rotundus, "rund") är en cirkelformad byggnad som kan vara täckt av en kupol. En känd byggnad är Pantheon i Rom. Det kan även vara ett runt rum som i Kapitolium i Washington D.C. i USA. Stockholms stadsbibliotek är ett modernt exempel på en byggnad med rotunda utan kupol, delvis inspirerad av nyklassicistiska förlagor.